# Virginia Vezzi
Virginia Vezzi o da Vezzo (Velletri, 1601 – París, 1638) fue una pintora italiana del siglo XVII.

## Biografía
Hija de Pompeo Vezzi, pintor a su vez, Virginia Vezzi nació en Velletri. La familia Vezzi, alrededor de 1610, se mudó a Roma, donde Virginia probablemente comenzó a aprender con su padre. A principios de la década siguiente, ingresó en la escuela de dibujo iniciada en Roma por Simon Vouet con el que se casó en 1626. Fue retratada por Claude Mellan.
Por la inscripción del grabado de Mellan, hecho en el año de la boda, sabemos que Virginia ya había destacado como una pintora experta. De hecho, Vezzi, quizás ya en 1624, había sido aceptada en la Academia de San Lucas, un logro prestigioso para un artista y raro en esos momentos para una mujer.
Un año después de la boda, Simon Vouet regresó a Francia para establecerse en la corte de Luis XIII, donde adquirió el título de primer pintor del rey y tuvo una carrera exitosa. Virginia siguió a su esposo a la corte del rey de Francia. Durante su estancia en París, como lo atestiguan algunas fuentes, su talento fue apreciado y en la corte fue particularmente apreciada por Maria de Médici y el cardenal Richelieu.
Se cree que Virginia sirvió como modelo para su esposo: una pintura que representa a la Magdalena (Museo del Condado de Los Ángeles) es entendida por algunos historiadores como un retrato suyo. Dio a luz a tres hijos: Françoise, nacida en 1627 y fallecida en ese mismo año, Jeanne Angélique (1630 - 1674) y Louis René Vouet (1638 - ?) que siguieron los pasos de sus padres y fueron también pintores. Murió en octubre de 1638.

## Obra
Aunque se tiene conocimiento de su actividad artística solo hay una obra conocida atribuible con certeza. Esta es Judith y Holofernes del Museo de Bellas Artes de Nantes. La pintura, que quizás fuera el trabajo que permitió a Vezzi ingresar en la Academia de San Lucas, muestra la clara adhesión de Vezzi al estilo de su maestro Vouet, quien pronto se convertiría en su esposo. Paralelamente, la cercanía estilística de Vezzi con el arte de su esposo hizo que posiblemente las obras de la pintora aún estén ocultas hoy bajo atribuciones genéricas a la escuela o círculo de Simon Vouet o asignadas a sus seguidores.
Un ejemplo en este sentido podría ser una representación de Danae ( Blanton Museum of Art, en Austin, Texas) tradicionalmente atribuida a Jacques Blanchard, uno de los pintores más importantes del círculo de Vouet cuando comenzó a trabajar en la corte de Luis XIII, pero que según el crítico francés Guillaume Kazerouni podría pertenecer a Virginia Vezzi. Es, además, un tema femenino, como lo demuestran las obras maestras sobre el mismo tema o temas similares de Artemisia Gentileschi, a quien Vezzi probablemente conoció durante sus años romanos.

## Galería

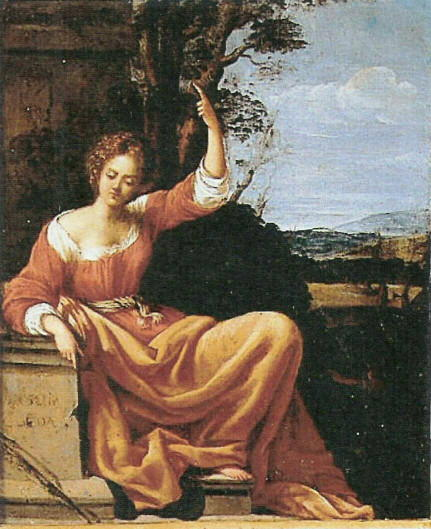
Autorretrato de Virginia Vezzi
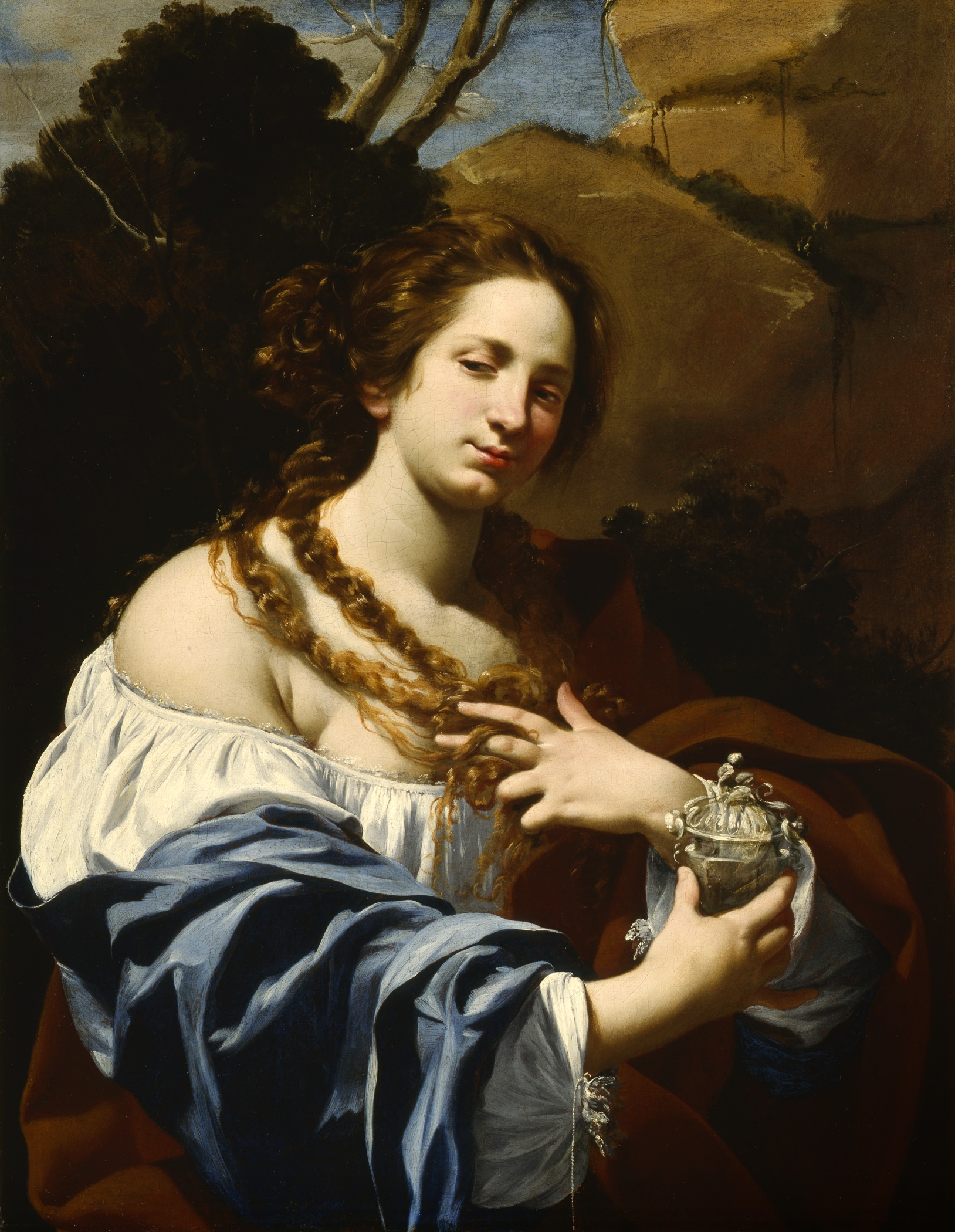
Simon Vouet, Virginia Vezzi como la Magdalena, circa 1627, Museo de Arte del Condado de Los Ángeles
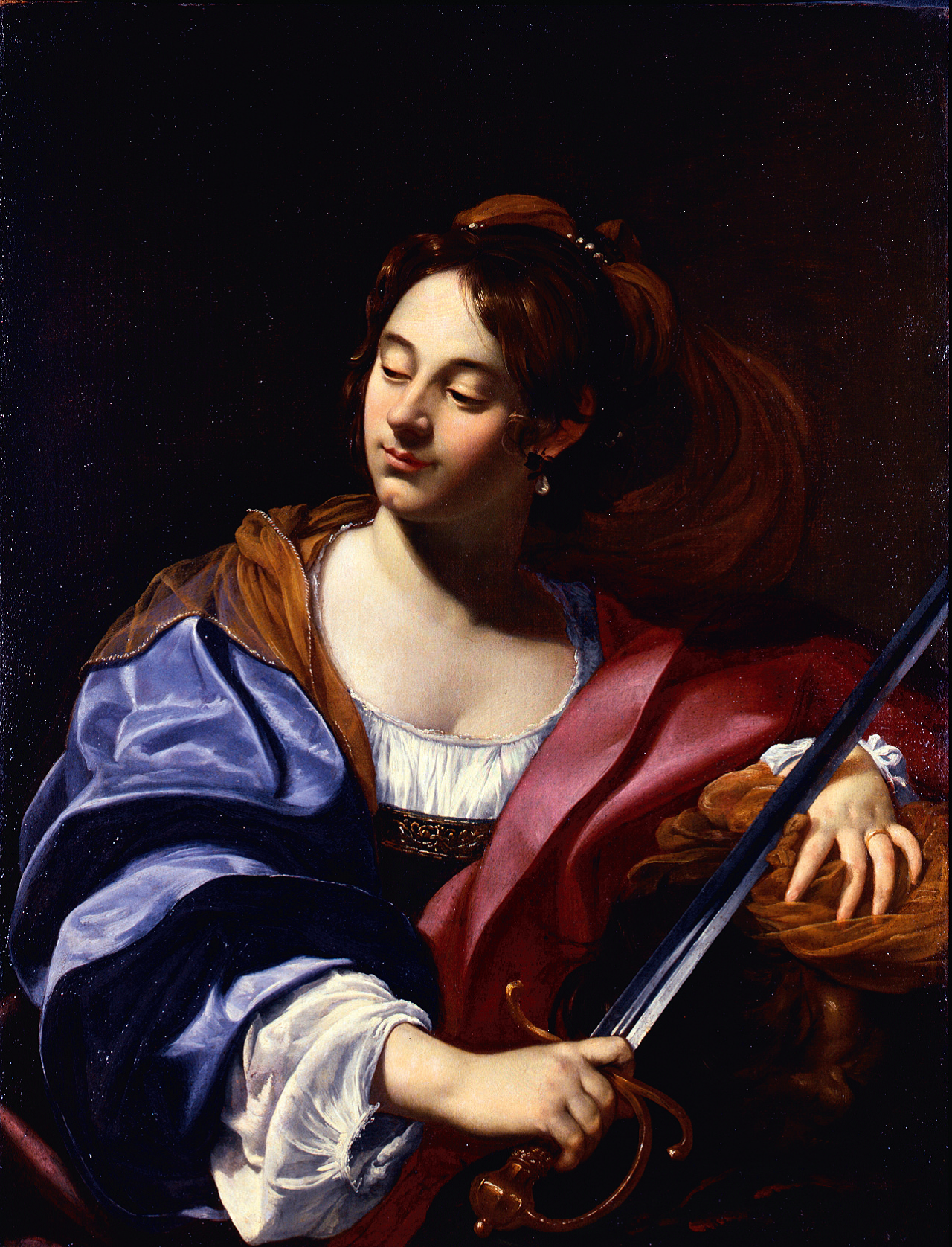
Virginia Vezzi, Judith y Holofernes, 1624-1626, Nantes, Museo de Bellas Artes
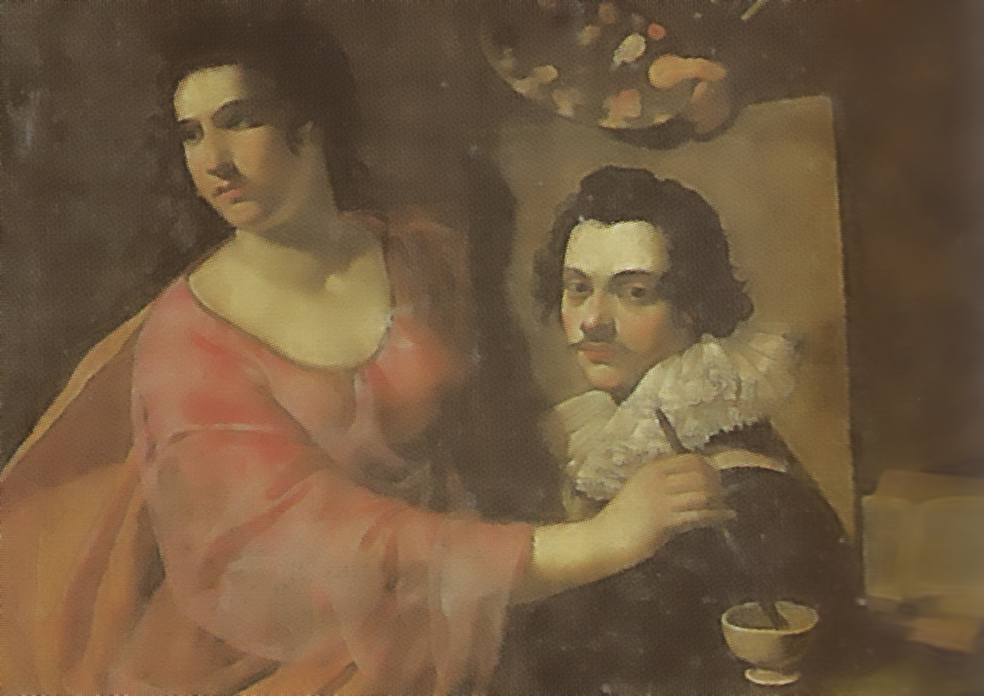
Virginia Vezzi? (atribución dudosa), Alegoría de la pintura, alrededor de 1620, colección privada